# Hořejší rybník (přírodní rezervace)
Hořejší rybník je přírodní rezervace poblíž obce Kadov v okrese Strakonice. Součástí rezervace je Hořejší rybník na Smoliveckém potoku neboli řece Lomnici. Důvodem ochrany je silně zarostlý rybník s loukami, podmáčenými olšinami a smíšeným lesem s bohatou květenou.

## Lokalita
Na západní straně bezprostředně navazuje přírodní rezervace Nový Rybník u Lnář, do nějž se slévají přítoky Lomnice, Hradišťský potok a říčka Kopřivnice. Za Hořejším rybníkem na východě bezprostředně následuje Dolejší rybník, přírodní rezervace Dolejší rybník však zaujímá pouze východní část jeho jižního břehu.

## Galerie

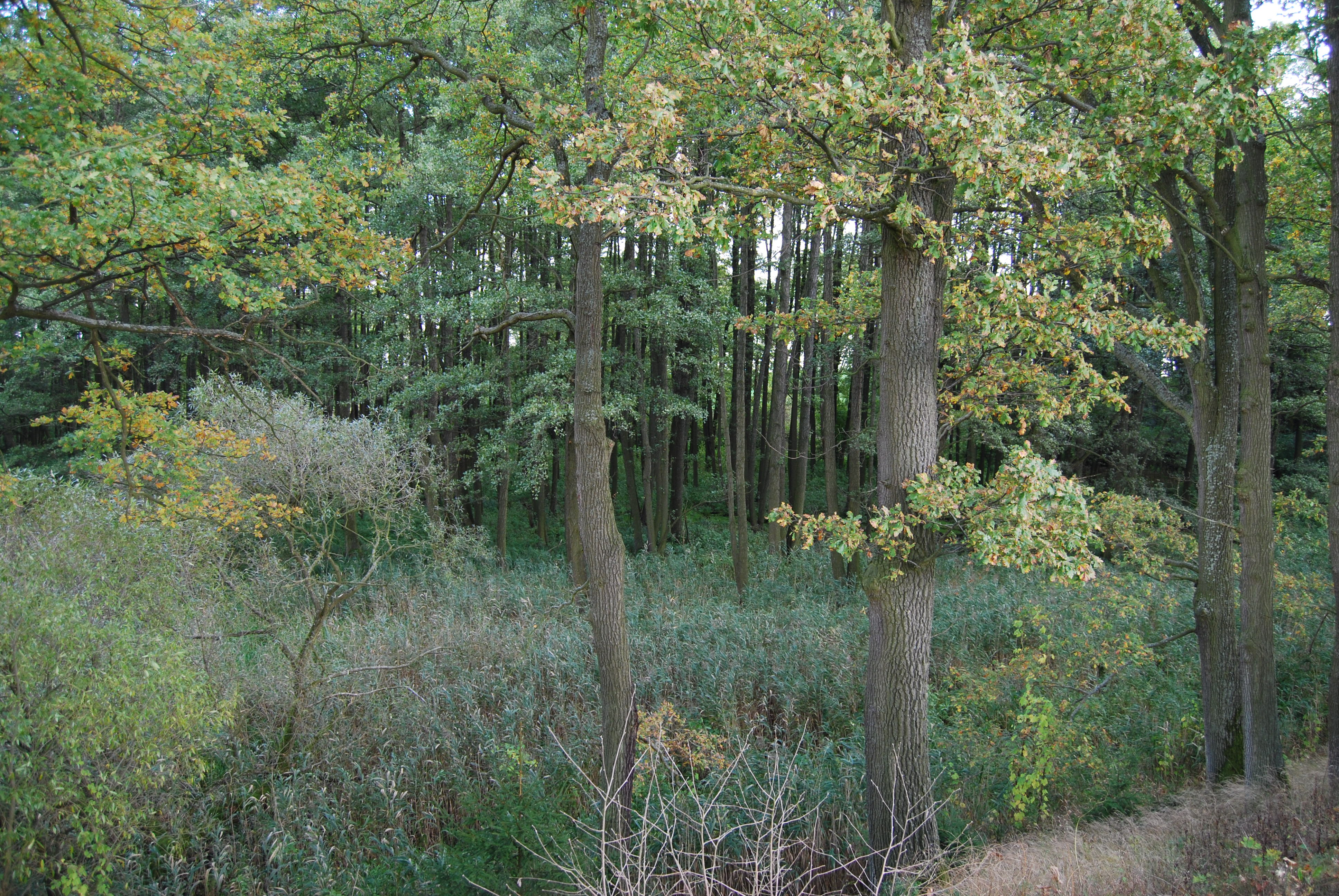
Pohled z hráze Nového rybníka do rezervace
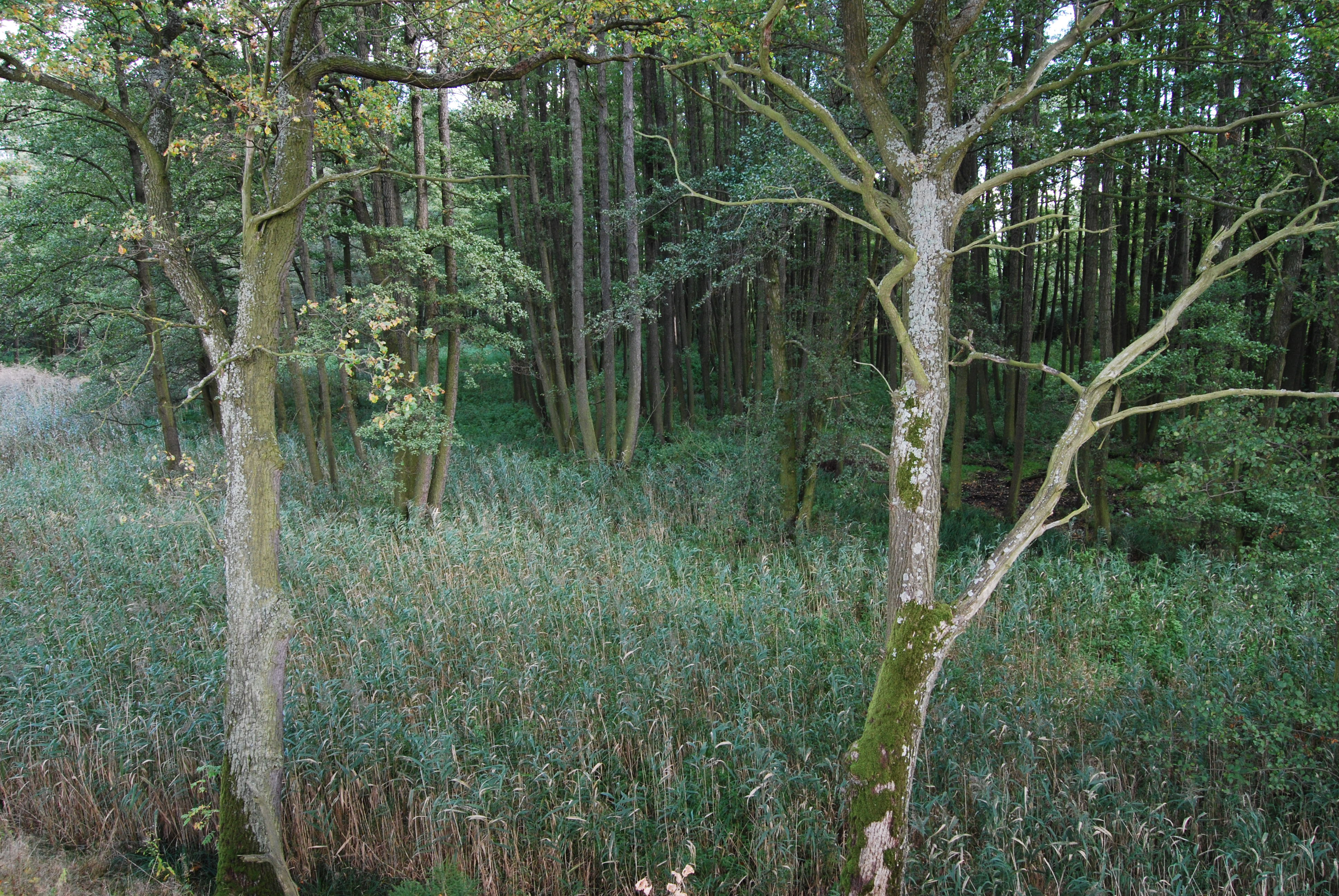
Pohled z hráze Nového rybníka do rezervace
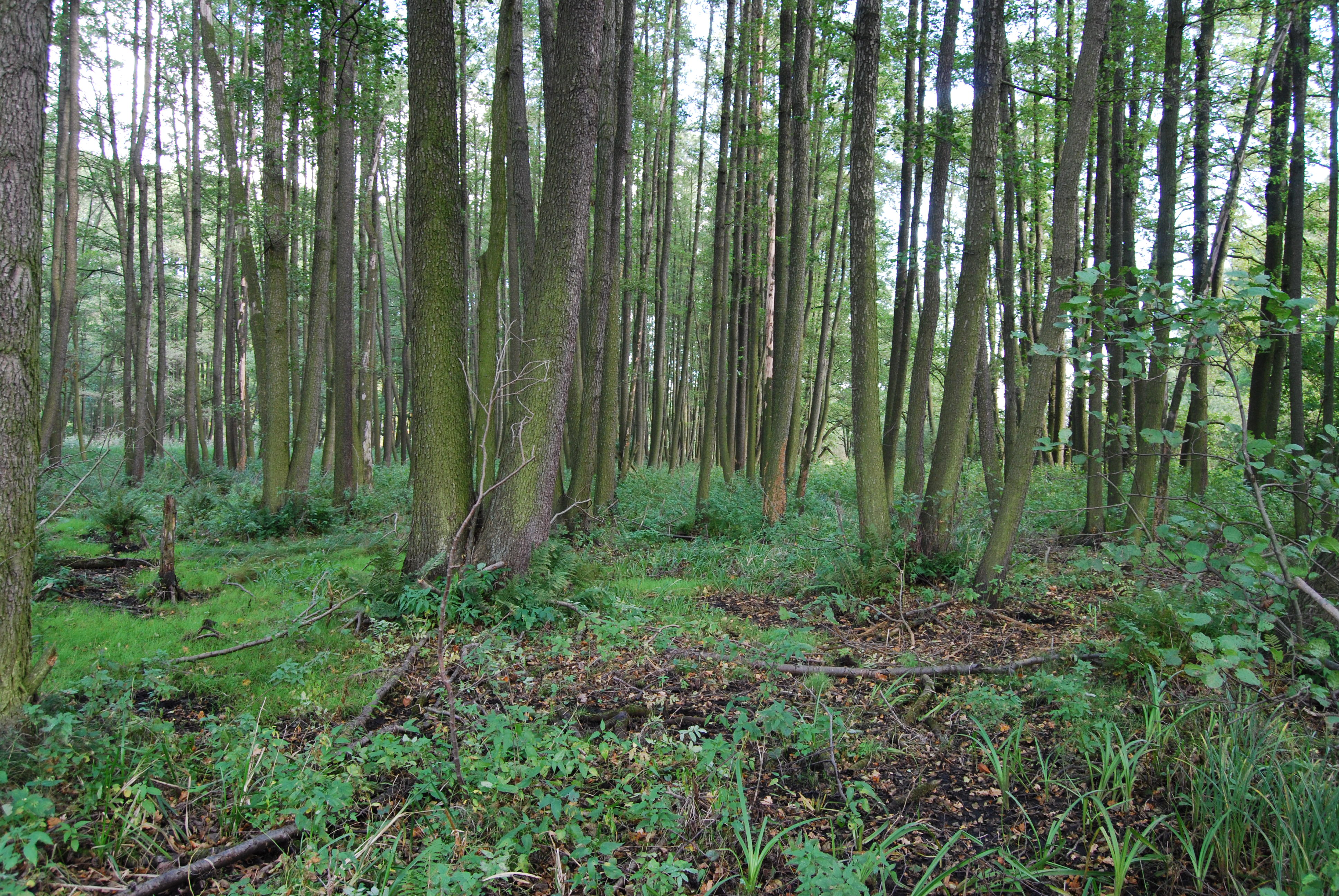
Pod hrází Nového rybníka v rezervaci
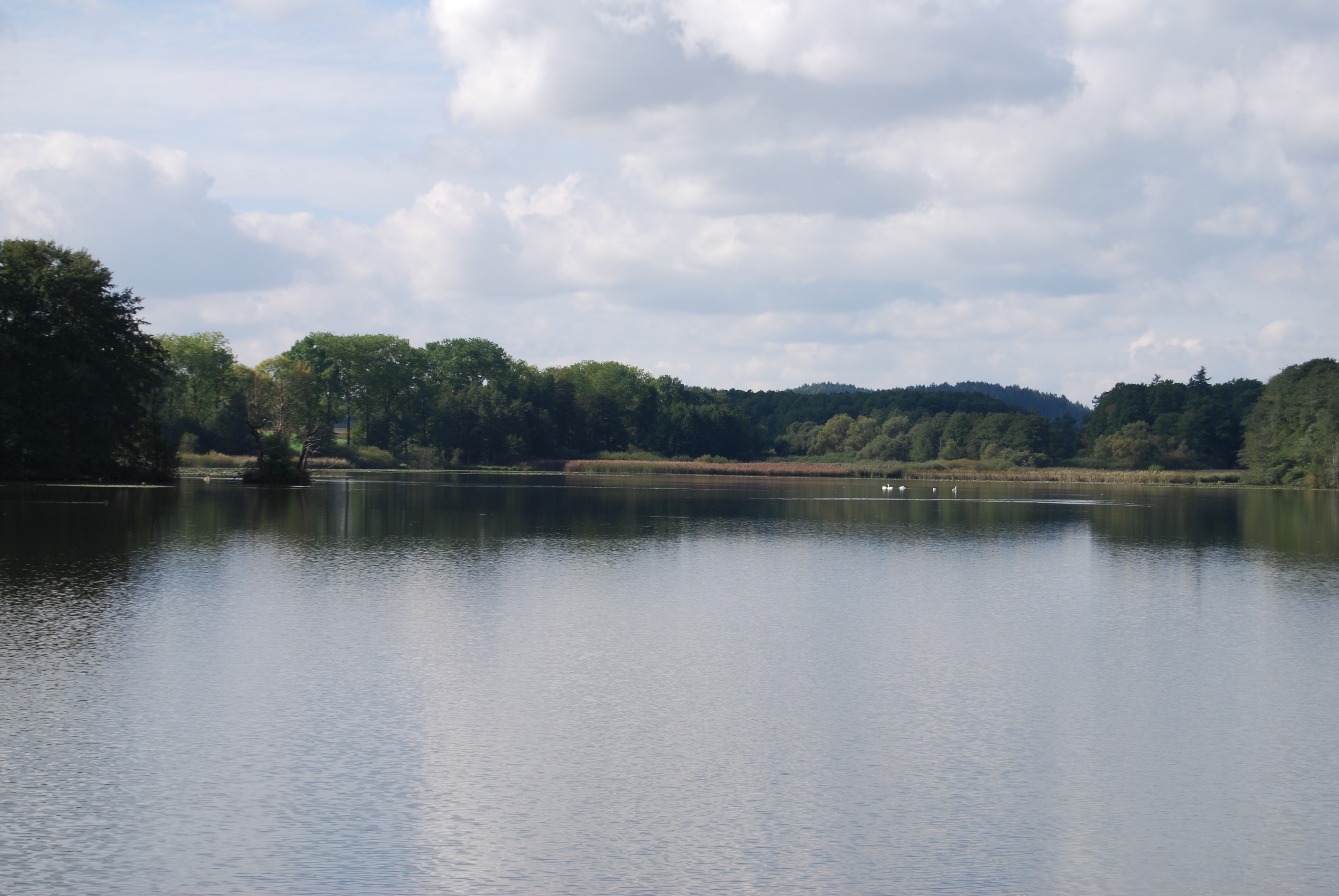
Hořejší rybník